# 다시듣는 대한민국 경제실록
다시듣는 대한민국 경제실록은 KBS 1라디오에서 진행하는 역사 드라마 프로그램이다.

## 방송 시간
- 매주 월~금 오전 11시 40분 ~ 11시 57분

| KBS 1라디오          |                                                               |                                                     |
| 이전                 | 빅데이터로 보는 세상 (주중) 다시듣는 대한민국 경제실록 (주중) | 다음                                                |
| 라디오 주치의 (주중) | 빅데이터로 보는 세상 (주중) 다시듣는 대한민국 경제실록 (주중) | KBS 제1라디오 정오종합뉴스 라디오 중심 목진휴입니다 |
|                      |                                                               |                                                     |
|                      |                                                               |                                                     |